# Wiegertje Postma
Wiegertje Postma (1987) is een Nederlands schrijfster en columniste. Van november 2014 tot maart 2016 was ze hoofdredacteur bij Vice Nederland, vervolgens 'managing editor Europe' bij Vice Europa, in het hoofdkantoor in Londen.

## Biografie
Postma studeerde na het Gymnasium Apeldoorn taal- en cultuurstudies aan de Universiteit Utrecht en vervolgens comparative literature aan de Universiteit van Amsterdam. Ze debuteerde in december 2006 met Vijf strippen, een boek met haar observaties van zes jaar openbaar vervoer. Het werd genomineerd voor de Academica Debutantenprijs. Daarnaast schreef Postma vanaf december 2013 voor Vice Nederland de columnreeks Alles is seksisme. Er verschenen verschenen regelmatig columns van Postma in NRC, omdat ze columniste was bij Spunk. Ook publiceerde ze onder andere in De Groene Amsterdammer, nrc.next, Passionate Magazine en DIF.
In 2016 werd een door Postma samengestelde bundel uitgebracht, Vrouwen schrijven niet met hun tieten - Een nieuwe generatie schrijvers over alledaags seksisme, onnodige ongelijkheid en eicellen met klauwtjes, met feministische essays, columns en persoonlijke verhalen over onder andere alledaags seksisme, seksueel geweld en onnodige ongelijkheid, met bijdragen van 25 auteurs, onder wie Nina Polak, Hanna Bervoets, Asha ten Broeke, Emma Curvers, Renske de Greef, Anke Laterveer, Hasna El Maroudi, Aafke Romeijn, Fatima Warsame en Niña Weijers.
In 2021 richtte zij samen met George Blaustein en Sander Pleij het tijdschrift The European Review of Books op.